# Stazione di Montefelcino-Isola del Piano
La stazione di Montefelcino-Isola del Piano è stata una fermata ferroviaria posta lungo la ex linea Fano-Urbino dismessa nel 1987, situata in località Ponte degli Alberi, a servizio dei comuni di Montefelcino e Isola del Piano.

## Storia
La fermata venne inaugurata il 25 aprile 1915 insieme alla tratta Fano-Fossombrone della ferrovia Fano-Urbino.
Il 1º gennaio 1933 fu chiusa al traffico ferroviario (R.D.L. 14 ottobre 1932 n. 1496) sostituito da un autoservizio della Società Anonima Servizi Automobilistici Pesaro Urbino Macerata-Feltria (SAPUM).
Con l'assunzione del servizio ferroviario da parte delle Ferrovie dello Stato, l'8 maggio 1942 avvenne la riattivazione di corse dirette da Pesaro ad Urbino.
Nel 1944, durante il secondo conflitto mondiale, la linea Fano-Urbino venne seriamente danneggiata dall'esercito tedesco in ritirata. Al termine del conflitto, la fermata venne riattivata il 7 novembre 1948 contestualmente con la tratta Fano-Fossombrone.
Continuò il suo esercizio fino alla chiusura della linea avvenuta il 31 gennaio 1987.

## Strutture e impianti
La fermata è composta da un fabbricato viaggiatori e da un solo binario di circolazione, da cui si dirama un tronchino utilizzato a suo tempo per lo scalo merci. I fabbricati sono ancora in ottimo stato di conservazione, mentre i binari risultano in stato di abbandono. Dall'aprile 2016 la stazione è stata adibita a bar-tavola calda. Sul binario tronco a poca distanza dalla stazione è tuttora posteggiata una carrozza ferroviaria.